# Arco palmar profundo
El arco palmar profundo (arco volar profundo) es una red arterial que se encuentra en la palma de la mano. Suele estar formado principalmente por la parte terminal de la arteria radial. La arteria cubital también contribuye a través de una anastomosis. Esto contrasta con el arco palmar superficial, que está formado predominantemente por la arteria cubital. 

## Estructura

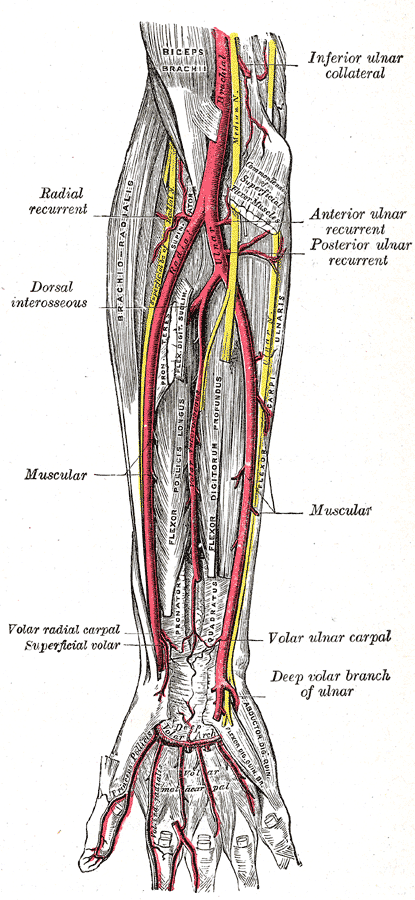
Arterias cubital y radial. Vista profunda. (Arco volar profundo visible en la parte inferior central).

El arco palmar profundo suele estar formado principalmente por la arteria radial. La arteria cubital también contribuye a través de una anastomosis.
El arco palmar profundo se encuentra en las bases de los huesos metacarpianos y en los interóseos de la mano. Es profundo a la cabeza oblicua del músculo aductor del pulgar, los tendones flexores de los dedos,) y los lumbricales de la mano.
Junto a él, pero en dirección opuesta —hacia el lado radial de la mano— se encuentra la rama profunda del nervio cubital.
El arco palmar superficial está situado más distalmente que el arco palmar profundo. Si se extendiera completamente el pulgar y se trazara una línea desde el borde distal del pulgar a través de la palma, éste sería el nivel del arco palmar superficial (línea de Boeckel). El arco palmar profundo se encuentra aproximadamente a un dedo de distancia. La conexión entre los arcos arteriales palmar profundo y superficial es un ejemplo de anastomosis, que puede comprobarse mediante la prueba de Allen.
Las arterias metacarpianas palmares nacen del arco palmar profundo.

## Función
La función del arco palmar profundo y superficial es comunicar la irrigación de la parte distal del miembro superior (mano) de este nacen las arterias metacarpianas para irrigar la región metacarpiana y posteriormente a los dedos por las arterias digitales propias.